# Stockholmspolisens IF
Stockholmspolisens IF, (även kallad SPIF och Polisens IF) är en alliansförening i Stockholm med sektioner organiserade som egna föreningar under ett gemensamt paraply. Verksamheten är organiserad i 20 sektioner för olika idrotter varav vissa är vilande. Totalt har Stockholmspolisens sektioner cirka 3700 medlemmar. 
Föreningen bildades den 9 augusti 1912, strax efter de olympiska spelen 1912, av polismän. Under olympiaden hade ett lag som enbart bestod av polismän vunnit OS-guld i dragkamp vilket bidrog till entusiasmen att bilda en egen idrottsförening. Från början var klubben enbart en korporationsidrottsförening för Stockholms poliser och deras familjer, men under 1940-talet blev klubben öppen för allmänheten. Föreningen bildades på Kungsholmen i Stockholms innerstad men idag bedrivs verksamhet i flera olika stadsdelar i Stockholm i både innerstaden och olika förorter. Föreningen är utöver medlemskapet i Riksidrottsförbundet medlem i Svenska Polisidrottsförbundet.

## Basket
Polisens basketsektion startade 1975 på Kungsholmen och verkade fram till 2015 inom ramen för Stockholmspolisens alliansförening. I juni 2015 beslöt Polisen basket att söka medlemskap i Hammarby IF och byta allians vilket godkändes av både Polisen baskets och Hammarby IF:s medlemmar. Basketverksamheten bytte då namn till Hammarby Basket och lämnade Stockholmspolisen.
Polisen basket bedrev verksamhet på Kungsholmen, i Farsta, Hökarängen och Gröndal. Både herr- och damlag spelade ett stort antal säsonger i näst högsta serien. Vid övergången till Hammarby spelade både damer och herrar i division 2. 
Klubben fostrade flera landslagsspelare men även förra spelaren i NBA Maciej Lampe och Amanda Zahui som draftades som nummer två till WNBA 2015. Även NBA-spelaren Damir Markota spelade i klubben som barn- och ungdomsspelare under sin tid i Sverige.

## Escrima
Escrima är en kampsportform med rötterna i Filippinerna. Stockholmspolisens Escrimasektion bildades 2009 och bedriver sin verksamhet i Stockholms polishus på Kungsholmen. 

## Friidrott
Polisens friidrottssektion har främst aktiva poliser som medlemmar men är öppen även för andra. Inom friidrottssektionen bedrivs främst tävlingsverksamhet inom löpgrenar med verksamhet i Stockholms polishus på Kungsholmen och på Bosön på Lidingö. Inom ramen för friidrottssektionen organiseras även tävlandet i Toughest Competitor Alive ("TCA") som är en mångkampform enbart för aktiva poliser och brandmän och en tävlingsgren inom World Police and Fire Games. SPIF friidrott organiserar Stockholmspolisens deltagande i friidrottsgrenarna i svenska och internationella polismästerskap. 

## Fäktning
Fäktare från SPIF har vunnit SM-medaljer individuellt och i lag. Fäktare från SPIF har vunnit 18 individuella SM-guld i sabel, senast 1999, och 14 SM-guld i lag. Berndt-Otto Rehbinder erövrade ett SM-guld i värja 1961. Klubben vann även lagtävlingarna i värja 1959 och 1960.
Sedan 2014 är klubben inte aktiv inom ramen för Svenska Fäktförbundets verksamhet längre utan verksamheten inom SPIF Fäktning är främst inriktad på så kallad historisk fäktning med rapir och långsvärd. Verksamheten bedrivs i Bergshamra.

## Handboll
Sedan 1940-talet bedriver klubben handboll. Herrlaget debuterade i högsta serien först säsongen 1994 och nådde då en sjundeplats i Eliterien som nykomlingar vilket är klubbens hittills bästa resultat. Inför det tredje året i högsta serien slogs representationslaget samman med BK Söders herrlag som under namnet PolisenSöder spelade ytterligare tre år i högsta serien. Efter att laget degraderats 1999 gick SPIF och Söder skilda vägar igen. Säsongen 2015/2016 spelar herrlaget i division 4.
Damlaget, som spelade i Elitserien senast under säsongen 2005/2006, har gjort 35 säsonger i högsta serien. Damhandboll togs upp på programmet 1970 då föreningen gick samman med Kvinnliga SK Artemis och satsade hårt på att utveckla damhandbollen. Flera spelare från Bolton anslöt sig till föreningen. Föreningen har blivit svenska mästare tolv gånger (1974–1977, 1979–1985 samt 1990).  Dominerande spelare var Ann-Britt Carlsson (nu Furugård) och Eva Älgekrans som tog 9 SM-guld med föreningen. Säsongen 2015/2016 spelar damlaget i division 3.
Handbollsverksamheten bedrivs idag framförallt i Hägersten och Skärholmen.

## Judo
Judosektionen bildades 1961. I början bedrevs verksamheten i en lokal i Stockholms polishus men i och med att verksamheten växte i omfattning flyttade klubben mellan olika lokaler i Stockholms innerstad. Sedan slutet av 1990-talet bedrivs verksamheten i Midsommarkransen.
SPIF Judo har vunnit ett stort antal SM-guld i olika klasser och har haft många landslagsjudokas. 

## Rodd
SPIF:s roddsektion startades 1937. Verksamheten bedrevs med bas i olika båthus i Stockholm, främst på Djurgården, fram till 1952 då föreningen färdigställde ett eget båthus på Kungsholmen intill Tranebergsbron. Stockholmspolisens roddare har erövrat ett stort antal SM-guld och klubben har haft landslagsrepresentanter i flera VM och OS. Nuvarande verksamhet bedrivs framför allt vid Magelungen i Farsta. 

## Simsport
Polisen simsport organiserade verksamheten inom simning, simhopp, undervattensrugby och vattenpolo. Verksamheten bedrivs i flera simhallar i Stockholm med elitverksamheten koncentrerad till Eriksdalsbadet. Polisen har erövrat många SM-guld i simning. Vattenpololaget spelar säsongen 2013/2014 i högsta serien. 
Den 24 juni 2014 meddelades att simidrottsföreningen försätts i konkurs. Istället startas tre nya föreningar: en för simning, en för simhopp och en för vattenpolo.

## Styrkelyft
Stockholmspolisens IF har bedrivit kraftsport sedan 1934 och erövrat ett stort antal medaljer i både SM, EM och VM. Verksamheten bedrivs i polisens lokaler på Torkel Knutssongatan på Södermalm. 

## Triathlon
Triathlonsektionen är en av Sveriges största och mest framgångsrika klubbar med flera medaljer inom SM och EM med 300 aktiva, både elit och motionärer. Simningsmomentet utövas främst i Eriksdalshallen och Kronobergsbadet.